# Conceição (Peniche)
Pour les articles homonymes, voir Conceição.
Conceição est une freguesia portugaise du district de Leiria située dans la sous-région de l’Ouest.
Avec une superficie de 0,78 km2 et une population de 4 840 habitants (2001), la paroisse possède une densité de population très élevée : 6 205,1 hab/km2.